# Halogenură de acil

Structura chimică a unei halogenuri de acil

O halogenură de acil (de asemenea cunoscută și ca halogenură acidă) este un tip de compus organic derivat de la un oxoacid prin înlocuirea unei grupe hidroxil cu o grupă halogenură.
Dacă acidul este un acid carboxilic, atunci compusul conține o grupă funcțională –COX, care este formată dintr-o grupă carbonil legată de un atom de halogen. Formula generală a unei halogenuri de acil poate fi scrisă sub forma RCOX, unde R poate reprezenta, de exemplu, un radical alchil (sau orice alt rest organic), CO este grupa carbonil, iar X este halogenura.

## Tipuri
Cele mai cunoscute și utilizate halogenuri de acil sunt clorurile de acil. Totuși, iodura de acetil este cea mai produsă pe scară largă, astfel că miliarde de kilograme sunt produse anual pentru obținerea de acid acetic.

## Proprietăți chimice
Halogenurile de acil sunt compuși destul de reactivi și sunt adesea sintetizați pentru că sunt utilizați ca și intermediari în sinteza altor compuși organici. De exemplu, o halogenură de acid poate suferi următoarele reacții chimice cu:
- apa, cu formarea de acid carboxilic. Această reacție de hidroliză este folosită pentru sinteza industrială de acid acetic.

- un alcool, cu formarea de esteri:

- o amină, cu formarea de amide:

- un compus aromatic, folosind un acid Lewis, precum AlCl3, ca și catalizator, cu formare de cetone aromatice.[4] Vezi și reacția de acilare Friedel-Crafts.
- acizi carboxilic, cu formarea de anhidride acide organice.[5]

În reacțiile de mai sus s-a mai format de asemenea și HX (acid halogenhidric). De exemplu, dacă halogenura de acil este o clorură de acil, atunci se va forma și acid clorhidric.